# Paralelo 2 S
O paralelo 2 S é um paralelo que está 2 graus a sul do plano equatorial da Terra.
Começando no Meridiano de Greenwich na direcção leste, o paralelo 2º S passa sucessivamente por:
| País, território ou mar        | Notas                                                                               |
| ------------------------------ | ----------------------------------------------------------------------------------- |
| Oceano Atlântico               |                                                                                     |
| Gabão                          |                                                                                     |
| República do Congo             |                                                                                     |
| Gabão                          |                                                                                     |
| República do Congo             |                                                                                     |
| República Democrática do Congo |                                                                                     |
| Ruanda                         |                                                                                     |
| Tanzânia                       | Passa no Lago Vitória, incluindo a Ilha Ukerewe                                     |
| Quênia                         |                                                                                     |
| Oceano Índico                  |                                                                                     |
| Indonésia                      | Passa numa pequena ilha a norte da ilha Sipura                                      |
| Oceano Índico                  | Estreito de Mentawai                                                                |
| Indonésia                      | Ilha de Samatra                                                                     |
| Estreito de Bangka             |                                                                                     |
| Indonésia                      | Ilha de Bangka                                                                      |
| Estreito de Karimata           |                                                                                     |
| Indonésia                      | Ilha de Bornéu                                                                      |
| Estreito de Macáçar            |                                                                                     |
| Indonésia                      | Ilha Celebes                                                                        |
| Mar de Banda                   |                                                                                     |
| Indonésia                      | Ilhas Banggai                                                                       |
| Mar de Banda                   |                                                                                     |
| Indonésia                      | Ilhas Seho e Taliabu                                                                |
| Mar de Banda                   | Passa a sul da ilha Mangole, Indonésia                                              |
| Indonésia                      | Ilha de Sanana                                                                      |
| Mar de Ceram                   | Passa a sul das ilhas Obi, Indonésia                                                |
| Indonésia                      | Ilha Misool                                                                         |
| Mar de Ceram                   |                                                                                     |
| Indonésia                      | Nova Guiné Ocidental e Meos Waar                                                    |
| Baía Cenderawasih              | Passa a sul da ilha Yapen, Indonésia                                                |
| Indonésia                      | Nova Guiné Ocidental                                                                |
| Oceano Pacífico                | Passa a sul das Ilhas Ninigo, Papua-Nova Guiné                                      |
| Papua-Nova Guiné               | Ilha Manus                                                                          |
| Porto Seeadler                 |                                                                                     |
| Papua-Nova Guiné               | Ilha Los Negros                                                                     |
| Oceano Pacífico                | Passa a norte da ilha Tong, Papua-Nova Guiné · Passa a sul do atol Onotoa, Kiribati |
| Equador                        |                                                                                     |
| Peru                           |                                                                                     |
| Colômbia                       |                                                                                     |
| Brasil                         | Amazonas Pará Maranhão                                                              |
| Oceano Atlântico               |                                                                                     |